# Estación Los Naranjos
Los Naranjos era una estación de ferrocarril ubicada en la ciudad de La Banda, provincia de Santiago del Estero, Argentina.

## Servicios
No presta servicios de pasajeros ni de cargas. Sus vías e instalaciones están a cargo de la empresa estatal Trenes Argentinos Cargas.
En sus inmediaciones se estableció un intercambio con la trocha ancha del Ferrocarril General Bartolomé Mitre para un gran taller de Vías y Obras de Ferrocarriles Argentinos, hoy todo ello fue desmantelado en los años 90.